# William Wood
William Wood (n. 6 noiembrie 1886, Greater London, Anglia, Regatul Unit al Marii Britanii și Irlandei – d. 29 aprilie 1971, Greater London, Anglia, Regatul Unit) a fost un luptător ce a reprezentat Regatul Unit al Marii Britanii și al Irlandei de Nord, medaliat olimpic. A participat la o ediție a Jocurilor Olimpice (1908) în care a câștigat o medalie de argint.